# Ivo d'Aquino
Ivo d'Aquino Fonseca (Florianópolis, 5 de agosto de 1896 — Rio de Janeiro, 28 de outubro de 1974) foi um advogado e político brasileiro.

## Biografia
Filho de Alberto d'Aquino Fonseca e de Laura Gondin Fonseca.
Bacharel em direito pela Faculdade de Direito do Rio de Janeiro, em 1916.
Foi procurador fiscal do estado de Santa Catarina, de 1917 a 1918. Foi prefeito de Canoinhas, de 1919 a 1920. Professor da Faculdade de Direito de Santa Catarina
Foi deputado à Assembleia Legislativa de Santa Catarina na 11ª legislatura (1922 — 1924), na 12ª legislatura (1925 — 1927), e na 13ª legislatura (1928 — 1930).
Em 1945 elegeu-se, simultaneamente, deputado federal para a 38ª legislatura (1947 — 1951) e senador, optando pelo senado. Foi secretário de Estado do Interior e Justiça em 1930 e da Viação, Obras Públicas e Agricultura em 1936.
Secretário de Estado do Interior, Justiça, Educação e Saúde de 1937 a 1945. Representante do Brasil junto à ONU. Procurador-geral da Justiça Militar e Ministro do Supremo Tribunal Militar. Foi consultor-geral da República em 1955 no governo Café Filho.
Foi secretário geral do gabinete parlamentarista de Tancredo Neves.
Nomeado ministro do Tribunal de Contas do Estado de Santa Catarina, em 27 de dezembro de 1962, pelo governador Celso Ramos. Tomou posse em 2 de janeiro de 1963. Aposentou-se em 30 de setembro de 1963.
Era membro do Instituto Histórico e Geográfico de Santa Catarina e da Academia Catarinense de Letras. Foi fundador da cadeira 37 na Academia Catarinense de Letras, da qual é patrono Polidoro Olavo de São Tiago.